# کریس وو (خواننده)
وو یی‌فان (به چینی: 吴亦凡؛ به انگلیسی: Wu Yifan) (زادهٔ ۶ نوامبر ۱۹۹۰) که با عنوان هنری کریس (به کره‌ای: 크리스؛ به انگلیسی: Kris) نیز شناخته می‌شود، خواننده-ترانه‌سرا و بازیگر چینی است. او عضو سابق گروه اکسو و لیدر زیرگروه اکسو-ام بود
وی در ۱۴ مه ۲۰۱۴، دادخواستی را علیه اس‌ام اینترتینمنت ترتیب داد و گروه را ترک کرد.

## ابتدای زندگی
کریس با نام اصلی لی جاهنگ در گوانگ ژو، گوانگ دونگ، چین به دنیا آمد. وقتی که او بزرگ شد به دلایل شخصی نام خود را به وویی فان تغییر داد. در ۱۰سالگی به همراه مادرش به ونکوور نقل مکان کرد.
او در ۱۵ سالگی به چین بازگشت و در دبیرستان گوانگ ژو برای مدت کوتاهی حضور داشت. او به دنبال مادر خود به ونکوور رفت.
در ۱۴ اکتبر ۲۰۰۷ کریس در آزمون‌های ورودی اس. ام. اینترتینمنت که در ونکوور برگزار شده بود شرکت کرد و پس از عبور از آزمون، در ژانویه ۲۰۰۸ به کره جنوبی رفت و کارآموز اس.ام. اینترتینمنت شد. پس از دو سال فعالیت در اکسو و اس ام اینترتیمنت به دلیل داشتن بیماری قلبی و شرایط سخت از گروه اکسو خارج شد و به دادگاه خصوصی علیه اس ام رفت. اس ام برنده این دادگاه شد و تا سال ۲۰۲۰ نصف درآمد کریس برای اس ام فرستاده می‌شد.

## حرفه

### ۲۰۱۲–۲۰۱۴
وویی فَن در ۱۷ فوریهٔ ۲۰۱۲ به عنوان یازدهمین عضو اکسو و لیدر اکسو معرفی شد. او یکی از چهار عضو چینی از دوازده عضو اکسو بود. او به زبان‌های کانتونی، کره ای و انگلیسی مسلط است.

### ۲۰۱۴–۲۰۱۶
وویی فن "times boil the rain" را به عنوان بخشی از موسیقی متن برنامه چینی tiny times 3 در ژانویه ۲۰۱۴ منتشر کرد. در آن سال او جوانترین چهرهٔ مشهوری شد که موفق به دریافت تندیس مومی Madame Tussauds Shanghai شده بود و توسط مجلهٔ Esquire China به عنوان "تازه کار سال" معرفی شد.
وویی فن اولین بازی خود را در فیلم "جایی که فقط ما می‌شناسیم" به کارگردانی شو جینگ لی انجام داد. این فیلم در فوریه ۲۰۱۵ اکران شد و شش روز پس از اکران ۳۷٫۸۱ میلیون دلار بدست آورد. او در سومین جشنواره بین‌المللی فیلم چین در لندن به دلیل عملکرد خود "جایزه بهترین تازه کار" را بدست آورد.
دومین فیلم او Mr.six بود که بیش از ۱۳۷ میلیون دلار درآمد داشت و به یکی از پر درآمدترین فیلم‌های چین تبدیل شد. در همان سال او در فیلم‌های So Young 2: Never Gone و romance melodrama Sweet Sixteen همراه با لیو ییفئی بازی کرد. او در جشنواره فیلم شانگهای عنوان "تازه کاری که بیشترین توجه رسانه‌ها را جلب کرد" را بدست آورد. او همچنین در فیلم فانتزی L.O.R.D نیز ایفای نقش کرد.

### ۲۰۱۷-اکنون
در سال ۲۰۱۷ نقش متفاوتی در فیلم Journey to the West: The Demons Strike Back بازی کرد.
وویی فن اولین فیلم کانادایی خود را همراه با وین دیزل و روبی رز بازی کرد و پس از آن تک آهنگ juice را به همراه وین دیزل منتشر کرد.
در فوریه ۲۰۱۷ وو نماینده چین در جشنوارهٔ سالانه Grammy در لس آنجلس بود. در سال ۲۰۱۷ در فوربز لیست شامل سی فرد با نفوذ زیر ۳۰ سال که در زمینه‌های خود تأثیر چشمگیری داشته‌اند شد.
در ژانویه ۲۰۱۷ او در فیلم علمی-تخیلی والرین و شهر هزار سیاره بازی کرد.
کریس وو همچنین در فیلم مهاجمان اروپا نقش آفرینی کرد.
از آوریل سال ۲۰۱۸ موزیک آینده وو در سطح بین‌المللی منتشر شد. اولین آلبوم وو با نام Antares با تک آهنگ‌های like that و freedom در نوامبر ۲۰۱۸ منتشر شد.

## محکومیت به‌دنبال سوءاستفادهٔ جنسی
در ۸ ژوئیهٔ ۲۰۲۱، دو میجو که یک دختر ۱۹ سالهٔ چینی و دانشجوی کالج بود، ادعاهایی را به‌صورت آن‌لاین منتشر کرد و وو را به مجموعه‌ای از سوءاستفاده‌های جنسی از چندین زن متهم کرد؛ درحالی‌که برخی از این افراد در زمان تجاوز، زیر سن قانونی، ناهوشیار و تحت تأثیر الکل بودند. دو در رسانهٔ اجتماعی چینی ویبو اعلام کرد، زمانی‌که ۱۷ ساله و مست بود، توسط وو مورد تجاوز قرار گرفت و همچنین از حداقل هفت قربانی دیگر نام برد که دو نفر از آن‌ها در حین ارتکاب جرم زیر سن قانونی بودند.
این اتهامات از سمت وو رد شد و سپس توسط دفتر امنیت عمومی پکن و دیگر سازمان‌ها، تحت تحقیق و بررسی قرار گرفت. در پی اتهامات و شکایت ۲۴ زن از او، برندهای بولگاری و پورشه قطع همکاری خود را با او اعلام کردند. همچنین از برند لویی ویتون نیز درخواست شده که همکاری خود را با وو قطع کند. در ادامه لویی ویتون نیز به همکاری خود با وو پایان داد.
کریس وو در ۳۱ ژوئیهٔ ۲۰۲۱، به‌طور موقت و در ۱۶ اوت ۲۰۲۱، به‌طور رسمی به‌خاطر اتهام تجاوز توسط پلیس در پکن بازداشت شد. در ۲۵ نوامبر ۲۰۲۲، دادگاه مردمی منطقهٔ چائویانگ در پکن، وو را به جرم تجاوز و فحشای گروهی، در مجموع به ۱۳ سال زندان و پس از آن اخراج از چین محکوم کرد. وو همچنین به‌خاطر فرار مالیاتی، محکوم به پرداخت جریمهٔ ۶۰۰ میلیون یوآنی (۸۴ میلیون دلار) شد.

## فیلم‌شناسی

### فیلم‌ها
| سال  | عنوان                      | نقش            | توضیحات  |
| ---- | -------------------------- | -------------- | -------- |
| ۲۰۱۵ | جایی که فقط ما می‌شناسیم    | زه یانگ        | نقش اصلی |
| ۲۰۱۵ | آقای شیش                   | شیائو فی       | نقش مکمل |
| ۲۰۱۶ | پری دریایی                 | لانگ جیان‌فی    | افتخاری  |
| ۲۰۱۶ | خیلی جوان ۲: هیچ وقت نرفت  | چنگ ژنگ        | نقش اصلی |
| ۲۰۱۶ | شانزده دل‌انگیز             | شیا مو         | نقش اصلی |
| ۲۰۱۶ | افسانهٔ خاندان غارتگر       | یین چن         | نقش اصلی |
| ۲۰۱۷ | سفر به غرب ۲               | تانگ سان‌زانگ   | نقش اصلی |
| ۲۰۱۷ | والرین و شهر هزار سیاره    | نزا            | نقش مکمل |
| ۲۰۱۷ | تریپل اکس: بازگشت زندر کیج | هاروارد «نیکس» | نقش مکمل |
| ۲۰۱۷ | مهاجمان اروپا              | راکی           |          |

## ترانه‌شناسی

### همکاری‌ها و موسیقی‌متن‌ها
| عنوان                               | سال  | بالاترین موقعیت در جدول | آلبوم                               |
| عنوان                               | سال  | بایدو                   | آلبوم                               |
| ----------------------------------- | ---- | ----------------------- | ----------------------------------- |
| «بگو بله» (به‌همراه جسیکا و کریستال) | ۲۰۱۴ | —                       | موسیقی‌متن «حرکت کن»                 |
| «زمان باران را می‌جوشاند»            | ۲۰۱۴ | ۵                       | موسیقی‌متن «زمان محدود ۳»            |
| «یه جایی هست»                       | ۲۰۱۴ | ۲                       | موسیقی‌متن «جایی که فقط ما می‌شناسیم» |
| دختر بد                             | ۲۰۱۵ |                         | تک موزیک                            |
| دختر گلخانه                         | ۲۰۱۵ |                         | موزیک فیلم آقای شش                  |
| ژوئیه                               | ۲۰۱۶ | ۱                       | تک موزیک                            |
| آبمیوه                              | ۲۰۱۷ |                         | موزیک فیلم سینمایی xXx              |
| شش                                  | ۲۰۱۷ |                         | تک آهنگ                             |
| شایسته (به همراه تراویس اسکات)      | ۲۰۱۷ |                         | تک آهنگ                             |
| بی. ام                              | ۲۰۱۷ |                         | تک آهنگ                             |
| دلتنگتم (به همراه ژائو لی یینگ)     | ۲۰۱۷ |                         | تک آهنگ                             |
| کاسه بزرگ نودل ضخیم                 | ۲۰۱۸ |                         | تک آهنگ                             |
| سپیده دم                            | ۲۰۱۸ |                         | تک آهنگ                             |
| عشق ابدی                            | ۲۰۱۹ |                         | تک آهنگ                             |